# Shady Grove (hrabstwo McIntosh)
Shady Grove – jednostka osadnicza w Stanach Zjednoczonych, w stanie Oklahoma, w hrabstwie McIntosh.